# Привокзальная площадь (Запорожье)
Привокзальная площадь — площадь в Запорожье, напротив центрального железнодорожного вокзала Запорожье I. От Привокзальной площади начинается Соборный проспект — главная улица города Запорожья.

## История
Привокзальная площадь возникла в 1873 году при строительстве железнодорожного вокзала Александровск-1 во время возведения Лозово-Севастопольской железной дороги на участке Лозовая — Александровск (ныне — Запорожье).
Первое здание Южного железнодорожного вокзала (Александровск-1) было построено в 1873 году. Территория нынешней площади начала застраиваться в 1950-х годах. Новое здание вокзала было открыто 25 сентября 1954 года. Сдача вокзала планировалась годом ранее, но поскольку строительство затянулось, на фасаде фигурирует надпись «1953».

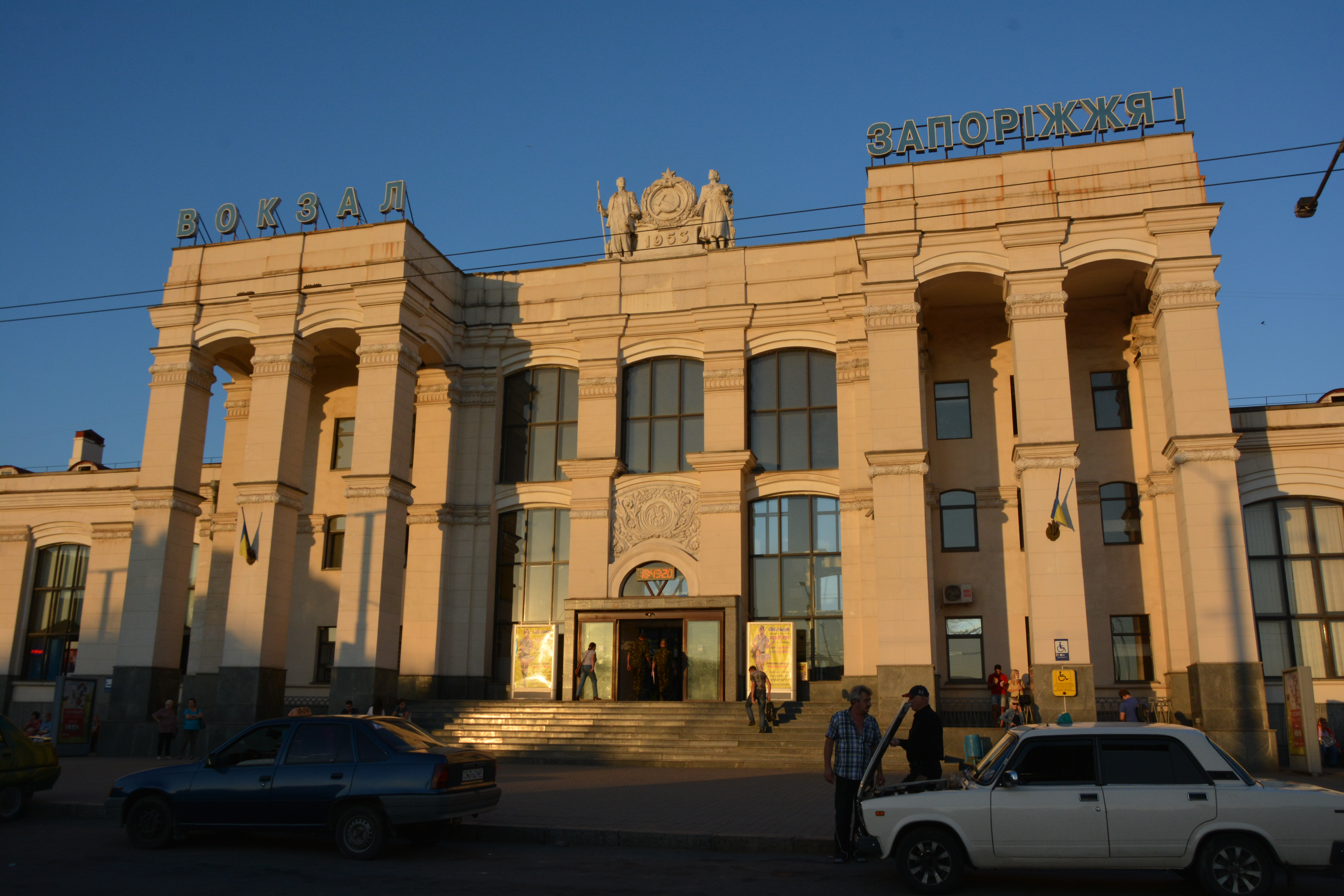
Здание вокзала «Запорожье-1»

В 1960-е годы на площади перед вокзалом была разбита великолепная цветочная клумба в центре которой стоял памятник героям восстания 1905 года. Памятник посвящён событиям и участникам александровского восстания 1905 года. Активными его участниками были работники Южных железнодорожных мастерских в Александровске присоединились к Всероссийской политической стачке. Мастерские и Южная станция (ныне — «Запорожье-1») тогда на несколько дней оказались под контролем рабочих дружин. Вокруг них появились баррикады. Мятеж был жестоко подавлен. На баррикадах погибли более 50 человек, сотни были ранены. Всего по так называемому «Александровскому делу» было арестовано около 800 мятежников. Восьмерых из них приговорили к повешению, но позже его заменили пожизненной каторгой.

Обелиск борцам декабрьского восстания 1905 года

Памятник участникам событий 1905 года изначально возвышался прямо пред зданием вокзала — посреди Привокзальной площади. Как гласит одна из городских легенд, перед началом немецкой оккупации памятник был демонтирован и спрятан. Снова на свое место гранитный обелиск вернулся в 1953 году.
В наши дни вся площадь закатана асфальтом, а памятник ещё в советские времена перенесли на задворки, когда же здесь решили оборудовать автостоянку. Сначала сместился на край площади — на левый, если стоять лицом к вокзалу, в когда-то находившийся здесь сквер, затем — вглубь трамвайного кольца, что рядом с Привокзальной. Потом освободил место для супермаркета «АТБ» и вовсе отправился на задворки — ближе к улице Ласточкина (бывшая — Чапаева). А ещё гранитный обелиск участникам восстания 1905 года претендует на звание самого старого в городе. В официальных источниках часто пишут, что он установлен в 1930 году. Но на самом памятнике можно увидеть другой год — 1925-й.
В 1970-е годы на площади с южной стороны вокзала было построено здание почтовой экспедиции «Укрпочты». С северной стороны площади находится привокзальный рынок, рядом с которым недостроенное здание торгового центра, строительство которого началось ещё с 2008 года. Даты окончания строительства недостроя неизвестны, как и дата возобновления строительства.
До 23 августа 2001 года на площади располагалось кольцо троллейбусного маршрута № 3 до продления троллейбусной линии на Южный микрорайон.

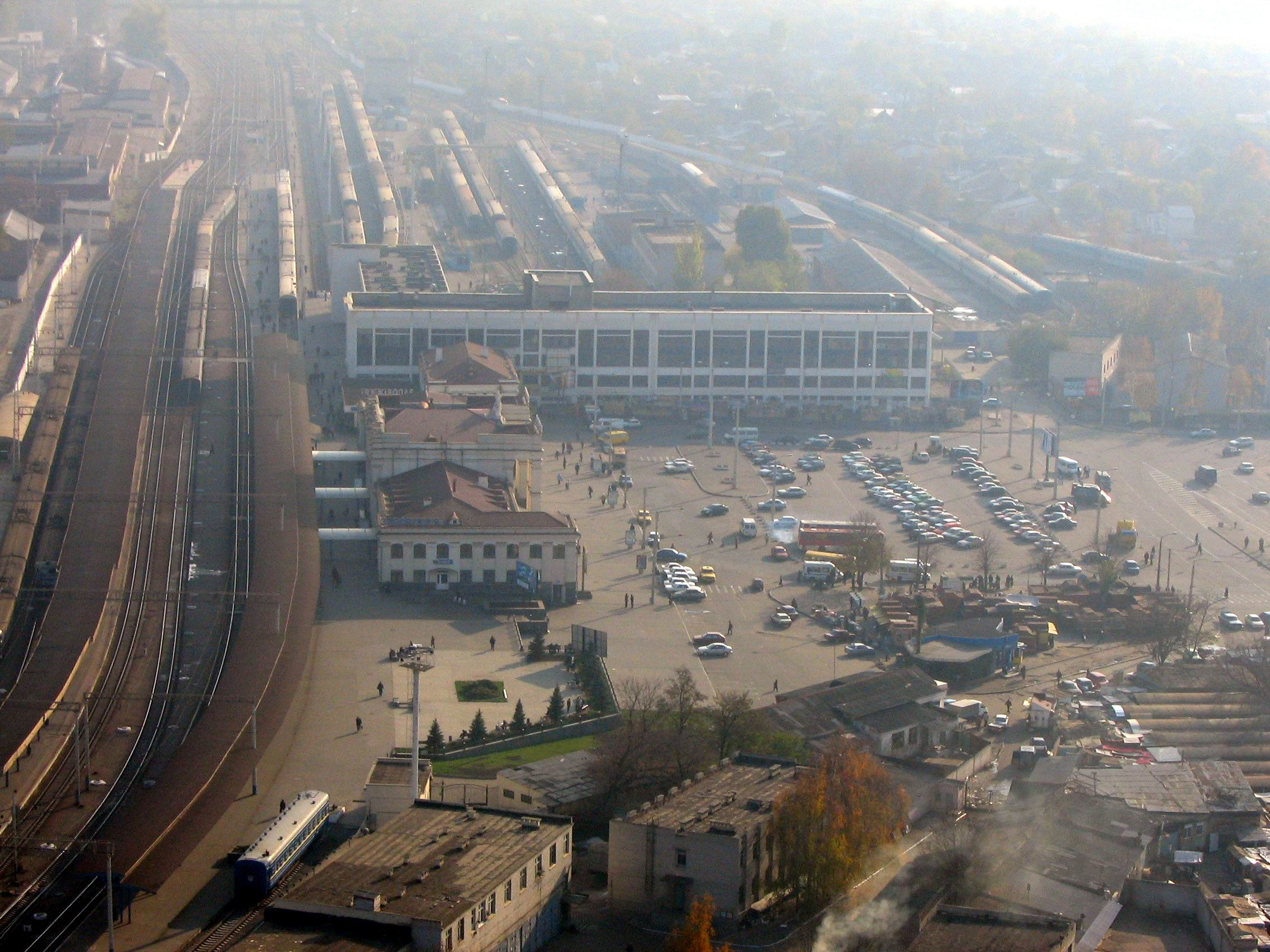
Привокзальная площадь. Вид сверху, 2005 год

В 2002 году был сделан капитальный ремонт здания вокзала «Запорожье-1».
С 12 мая по 8 сентября 2008 года проводилась реконструкция проспекта на участке от вокзала Запорожье-1 до центрального автовокзала. Открытие обновленного участка состоялось 8 сентября 2008 года. В ходе работ вместо старой рельсошпальной решетки были уложены BKV-плиты, произведена замена контактной сети, изменена схема движения троллейбусов на привокзальной площади, перенесены остановки. На кольце «Вокзал Запорожье-1» также были уложены новые трамвайные пути.

## План реконструкции
В 2015 году в пресс-центре «Запорожский медиацентр» прошла презентация реконструкции Привокзальной площади, стоимостью 5 млн грн. в рамках проекта «Запорожье — город комфортный для жизни», разработанного одним из киевских архитектурных бюро. Проект подразумевает, что вместо парковки и торгового центра должны быть обустроены зона отдыха, фонтан и парк. Проблема реконструкции состоит в том, что в декабре 2014 года Запорожский горсовет разрешил одной из фирм взять в аренду землю под застройку торговых точек на площади. В январе 2015 года на площади началась стройка. Но, так как она была не согласована, разрешение на строительство арендаторам земли не дали. Вопреки этому, строительство все-таки начали, а стройку заморозить смогли лишь в апреле 2015 года, с помощью местных СМИ и городских активистов. Сейчас территорию Привокзальной площади занимает автомобильный паркинг и огражденная забором заброшенная стройка торгового центра.
15 февраля 2016 года представлен очередной проект реконструкции Привокзальной площади Запорожья. Ранее заказчик планировал построить остановочный комплекс на 860 метров, но Департамент архитектуры городского совета не согласовал проект реконструкции.

## Транспорт
Маршруты общественного городского транспорта:
трамваи:

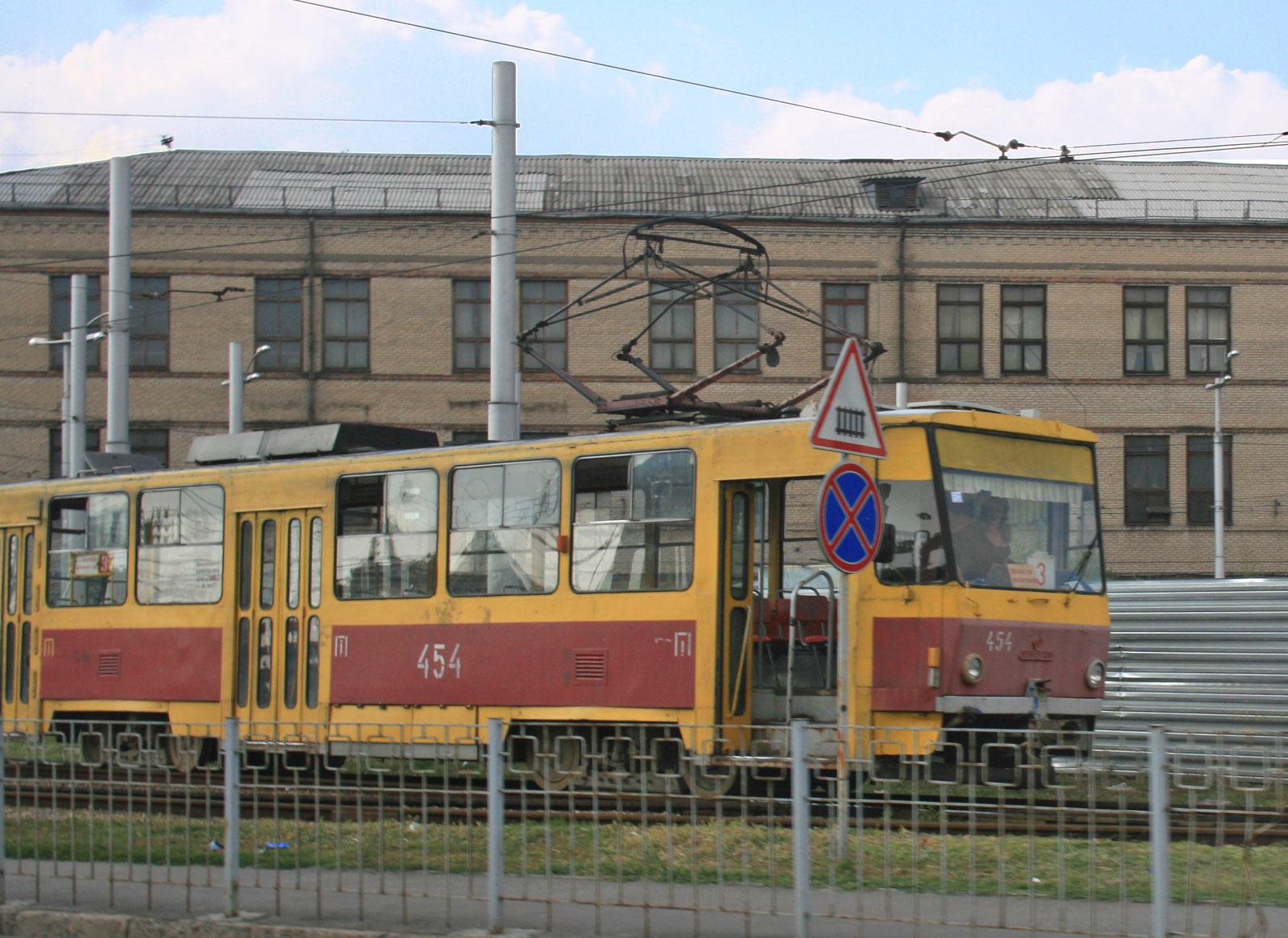
Трамвайное кольцо возле вокзала «Запорожье-1»

- № 3 — вокзал «Запорожье-1» — Запорожье-Левое
- № 16 — вокзал «Запорожье-1» — Павло-Кичкас

троллейбус:
- № 3 ул. Песчаная — 4-й Южный микрорайон

автобусы:

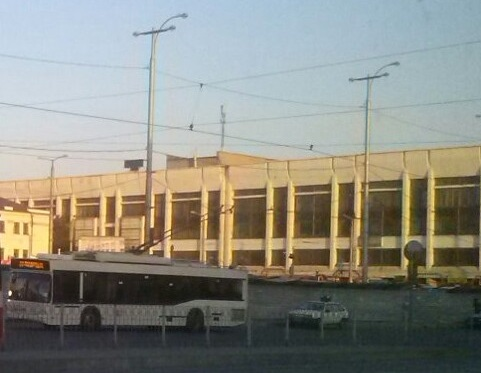
Троллейбус «Дніпро-Т103» на Привокзальной площади

- № 3 — Аэропорт — 4-й Южный микрорайон
- № 17 — Осипенковский микрорайон (Арматурный завод) — вокзал «Запорожье-1»
- № 18 — Бородинский микрорайон — 4-й Южный микрорайон
- № 20 — 4-й Южный микрорайон — Областная клиническая больница
- № 31 — Симферопольское шоссе — ТЦ «Эпицентр», «Ашан»
- № 37 — Аэропорт — 4-й Южный микрорайон
- № 42 — 3-й Шевченковский микрорайон — 3-й Южный микрорайон (ул. Игоря Сикорского)
- № 43 — 3-й Шевченковский микрорайон — 4-й Южный микрорайон (ул. Богдана Завады)
- № 44 — Вокзал «Запорожье-1» — Тепличный комбинат
- № 55 — Вокзал «Запорожье-1» — Хортицкий микрорайон (ул. Рубана)
- № 61 — Осипенковский микрорайон (Арматурный завод) — 4-й Южный микрорайон
- № 62 — ДК «ЗАлК» — 4-й Южный микрорайон
- № 67 — 3-й Южный микрорайон — Осипенковский микрорайон (Запорожский ду))
- № 74 — вокзал «Запорожье-1» — Станция Запорожье-Левое
- № 75 — 4-й Южный микрорайон — Верхняя Хортица
- № 81 — Бородинский микрорайон — 4-й Южный микрорайон
- № 84 — Вокзал «Запорожье-1» — Бородинский микрорайон
- № 88 — 3-й Южный микрорайон — Бородинский микрорайон
- № 99 — 4-й Южный микрорайон — Набережная
- № 201 — Вокзал «Запорожье-1» — Кушугум
- № 202 — Вокзал «Запорожье-1» — Малокатериновка
- № 384 — Вокзал «Запорожье-2» — Кушугум